# Doldrums
Os doldrums ou marasmo é uma expressão coloquial de derivada a partir de um uso histórico marítimo, que se refere às partes do Oceano Atlântico e o Oceano Pacífico, afetado por uma área de baixa pressão em torno do equador, onde os ventos predominantes são calmos. Os doldrums, também são indicados para períodos de calma, quando os ventos desaparecem, prejudicam a navegação por navios à vela, por períodos de dias ou semanas. O termo parece ter surgido no século XVIII, quando viagens trans-equatoriais à vela tornaram-se mais comuns. Uma vez que esta zona é onde dois ventos alísios encontram-se, ele também é chamado de Zona de Convergência Intertropical. Eles praticamente situam-se entre as latitudes 5° sul e 14° norte.

## Marítimo de uso
O uso marítimo, as características de baixa pressão dos doldrums são causados pela expansão da atmosfera devido ao aquecimento no equador, o que faz com que o ar suba e viaje para o norte e o sul alto na atmosfera, até que ele desapareça novamente nas latitudes de cavalos. Parte desse ar retorna aos doldrums, através dos ventos alísios. Este processo pode originar ventos e climáticos mais severos, em forma de rajadas de vento, tempestades e furacões. O marasmo, também são indicados para períodos de calma, quando os ventos desaparecem completamente, prejudicando barcos à vela por períodos de dias ou semanas.[carece de fontes?]

## Uso coloquial
Coloquialmente, o "marasmo" é um estado de inatividade, leve depressão, apatia, ou estagnação. A palavra pode ser derivada a partir de dold, um termo arcaico que significa "estúpido", e -rum(s), substantivo, sufixo encontrados em tais palavras como tantrum.

## Na literatura
Os doldrums são, nomeadamente, descritos nos poemas de Samuel Taylor Coleridge: A Rime of the Ancient Mariner (1798), no romance de Patrick O'Brian Desolation Island (1978) e no livro de não-ficção de Laura Hillenbrand Ininterrupta: Uma História de Sobrevivência, Resistência e Redenção da II Guerra Mundial (2010). Além disso, os doldrums são uma ficção no romance de Norton Juster: O Fantasma de Pedágio (1961).